# Silivașu de Câmpie (gmina)
Silivașu de Câmpie – gmina w Rumunii, w okręgu Bistrița-Năsăud. Obejmuje miejscowości Draga, Fânațele Silivașului, Porumbenii i Silivașu de Câmpie. W 2011 roku liczyła 1011 mieszkańców.